# Kjell Höglund
Kjell Örjan Höglund, född 8 december 1945 i Östersund, är en svensk sångare, författare och låtskrivare.

## Biografi
Höglund bodde först i Klövsjö i södra Jämtland, men växte huvudsakligen upp i Rossön i Ångermanland, fyra mil öster om Strömsund, och gick i realskolan i Backe. Hans far, Erik Höglund (1916–2002), var bagare och konditor. Hans mor, Lisa Höglund, f. Göransson (1919–1991), arbetade i makens konditori då och då. Där fanns en jukebox, som utgjorde Höglunds första möte med pop-musik i barndomen. Mot slutet av tonåren blev The Beatles och framför allt Bob Dylan Höglunds viktigaste inspirationskällor när han själv började skriva sånger. Höglund växte upp tillsammans med fyra syskon.
Höglund gick på Strömsundsgymnasiet, där han bodde på elevhem och bildade ett gitarrband, Elevhemsgänget eller The Fairlines, som spelade musik av The Shadows, The Spotnicks, The Violents och liknande grupper. I Strömsund fanns då en aktiv förening för ungdomar, Sällskapet Lajbanerna, som arrangerade konserter, visaftnar och konsthappenings. 1960-talets svenska visvåg kom även till Strömsund. Många kända trubadurer sjöng på Lajbanernas viskvällar, och där började Höglund så småningom sjunga egna visor.
Efter studentexamen 1966 gjorde han civilplikt i vapenfri tjänst. Efter detta började Höglund studera vid Stockholms universitet 1967, och avlade fil. kand.-examen i sociologi, pedagogik och praktisk filosofi. Han gick även ett par terminer på Poppius journalistskola.
Förutom skivor har Höglund gett ut en rad böcker med huvudsakligen esoteriskt innehåll. Åren 1973–1975 var Höglund även aktiv i Radio 88, en piratradiostation i Stockholm, som sände alternativ musik och hade ett vänsterpolitiskt innehåll.
Höglund och omkring tio andra medarbetare gjorde programmen. Sveriges Radio hade dock monopol vid den här tiden, och Radio 88 blev till slut tvungna att lägga ner verksamheten.
Höglund turnerade länge med ojämna mellanrum.[källa behövs] Ett par omfattande turnéer genomfördes dock åren 1986-1990, först i samband med skivan Hemlig kärlek (1986) och därefter Ormens år (1989); bara i samband med Hemlig kärlek gjorde Höglund ca. 100 spelningar under denna tid, oftast ackompanjerad av Kettil Medelius på klaviatur och Bengt Lindgren på bas. Några mindre turnéer gjordes under 1990-talet, t.ex. sommaren 1995 i samband med skivan Inkognito (1995). Mellan 1999 och 2008 turnerade han återigen flitigt. Liveframträdandena under 2000-talet var ofta ackompanjerade av Johan Johansson. 2011 medverkade Höglund på en hyllningsskiva till honom kallad Världens bästa Johansson. Där framför artister egna versioner av Johanssons sånger och Höglund framför "Till dig som överhuvudtaget bryr dig". 
Höglund spelar inte offentligt sedan 2008, men på Visfestivalen i Västervik 2013 gjorde han ett bejublat framträdande då han framförde "Genesarets sjö" tillsammans med Johan Johansson. I en intervju för radion berättade han 2015 att han ansåg sig ha skrivit det han skulle skriva, och hade gjort sitt. I intervjun berättade han om den epilepsi som bland annat lett till att han slutat framträda. Under en hyllningskonsert till honom på Storsjöyran 30 juli 2016, med anledning av hans 70-årsdag, framförde Höglund ändå "Jag hör hur dom ligger med varandra i våningen ovanför" tillsammans med diverse artistkollegor, bland annat Johan Johansson. I Västerås den 26 november 2016 framförde han "Genesarets sjö", återigen tillsammans med Johan Johansson och andra musiker, i samband med att han mottog priset Legitimerad legend.
Hösten 2024 släpptes en biografi om Höglund, Kjell Höglund och hans värld av journalisten Anders Sundelin, hos förlaget Kaunitz-Olsson.

### Privatliv
Höglund levde ett kringvandrande liv under största delen av 1970- och 80-talet och har bott i bland annat Stockholm, Göteborg och Danmark. Bara under 1980-talets andra hälft ska han ha bott på "ett tiotal tillfälliga adresser i Stockholm." Han bodde även ett halvår i New York (1970) och företog ett antal resor till olika länder.
Sedan 1990 bor Höglund i Västerås. Han var från samma år sambo med Margaretha Granström (1943–2001), som han ska ha träffat i samband med en spelning några månader dessförinnan. Paret skrev bl.a. artiklar om den danske filosofen Martinus tillsammans under 1990-talet. De gifte sig 28 april 2001, tre månader före hennes bortgång. Den 6 september 2012 gifte sig Höglund med Clary Heidenborg i Västerås stadshus.
Sedan 2022 bor Höglund på ett äldreboende i Västerås.

## Musiken

### 1960- och 1970-talet
Även om Kjell Höglund började skriva egna låtar redan i mitten av 1960-talet så skulle det dröja flera år innan han debuterade på någon skiva. Tekniskt sett gjorde han sin skivdebut år 1970, när den kristne sångaren Bosse Andersson använde musik som Höglund komponerat i sin låt "I morgongryningen" på skivan Anita & Bosse Andersson sjunger till orkester. Året därpå, 1971, gav Höglund ut sin första egna skiva, Undran, en låtsamling till enkelt ackompanjemang som följdes upp av skivan Blomstertid 1972. Båda albumen gavs ut på eget bolag och trycktes ursprungligen i 200 exemplar, som Höglund sedan gick omkring och sålde på gator och efter spelningar. Undran och Blomstertid återutgavs 1975 som en dubbel-LP.
Höglunds nästa skiva, Häxprocess  från 1973, gavs ut på skivbolaget Alternativ (som senare fått namnet Atlantis), och skivan utmärkte sig bland annat på grund av titellåten som var över femton minuter lång. Han etablerade sig vid den här tiden som en av den svenska musikrörelsens, proggens, särlingar. Till skillnad från proggens markant vänsterpolitiska budskap fokuserade han ofta på egna betraktelser präglade av filosofi, litteratur och andligt sökande.
Höglund fortsatte att upparbeta sig en liten, men trogen publik med skivan Baskervilles hund (1974), där framför allt den diskbänksrealistiska "Man vänjer sig" har blivit stående som ett av hans mest kända verk. Därefter följde skivan Hjärtat sitter till vänster (1975), Höglunds femte skiva på lika många år. 1976-1978 kom dock inga nya skivor, eftersom Höglund ska ha försökt skapa någon slags "sagoskiva," men han blev inte nöjd och gav slutligen upp idén. Några av de låtar han gjorde under denna tid fick dock plats på hans sjätte skiva, Doktor Jekylls testamente som släpptes 1979.

### 1980-talet
Under 1980-talet förde Höglund ett kringflackande liv och hans många resor gav inspiration till nya teman. Skivorna Vägen mot Shangri-La (1980) och Tidens tecken (1984) är tydliga tecken på denna inspiration,[källa behövs] bland annat med låten "Genesarets sjö". Tidens tecken utmärkte sig också genom att bjuda på ett mer avancerat arrangemang; medan Höglunds sju album från Undran (1971) till och med Vägen mot Shangri-La (1980) alla var nästan helt akustiskt arrangerade (förutom några enstaka el-gitarrer), så innehöll Tidens tecken flera inslag av synthar och trummaskiner i låtarna. Det mer synthbaserade och polerade soundet fortsatte på de följande skivorna Hemlig kärlek (1986), Ormens år (1989) och Höglund Forever (1992).
Även om Höglund själv komponerade melodierna till sina sånger, så har han beskrivit sig själv som en begränsad gitarrist som enbart kan spela enkla grepp. Från och med skivan Tidens tecken (1984) överlät han därför instrumentspelet helt och hållet åt professionella musiker på sina skivor - med låtarna "Anonym" (Tidens tecken) och "Mayas slöjor" (Kryptonit (2001)) som enda undantag, där han återigen spelade akustisk gitarr.
I en TV-dokumentär om Höglund som sändes på SVT sommaren 2001 berättade han att han skrev låtar i ett mycket högt tempo under hela 1970-talet, men att nyproduktionen sedan blev mindre och mindre, och sommaren 1986 hade han skrivit klart största delen av sina låtar. Skivorna han gjorde efter 1986 bestod i stor utsträckning av material som redan skrivits flera år i förväg, dock med en del undantag – till exempel ska låten "Ett tillbakadraget liv" (från skivan Inkognito) ha skrivits under vintern 1993, tillsammans med vissa andra låtar som "Maggi har en Macintosh".

### 1990-talet - nutid
I början av 1990-talet fick Höglund en ny och yngre publik, som bland annat ledde till nyinspelningar av låtarna "Jag hör hur dom ligger med varandra i våningen ovanför" och "Man vänjer sig". Ett stort folkligt genomslag fick han samtidigt med slagdängan "En stor stark" som fanns med på skivan Ormens år. År 1992 nominerades Kjell Höglund till en Grammis.
Skivan Inkognito från 1995 var ett exempel på Höglunds intresse för olika musikstilar, till exempel hiphop och hårdrock. Medan flera av hans föregående skivor från 1980-talet bjöd på ett väldigt polerat pop-sound, så var Inkognito betydligt hårdare med diverse distade gitarrer och hård bas. Albumet Kryptonit från 2001 hade samma kännetecken som föregångaren, medan Höglunds sista album Pandoras ask (2006) var betydligt mer återhållsam än de två föregående skivorna, med ett mer "klassiskt" pop/rock-arrangemang.
Höglund släppte en ny singel kring jul 2017 med titeln Dumhetens domstol, som den första nya musik han gjort sedan albumet Pandoras ask år 2006. Texten till låten "Dumhetens domstol" hade dock skrivits redan 1982, enligt en radiointervju med Höglund, och musiken var här komponerat av producenten Janne Hansson (som en av mycket få låtar ur Höglunds karriär där artisten själv ej komponerat musiken).
I filmen Tårtgeneralen, som kom 2018, används Kjell Höglunds låt "Man vänjer sig" som en bakgrund i flera scener. 
2020 medverkade Höglund återigen på en ny skiva, dock inte med någon självskriven låt – han läste upp en dikt av sångaren William Holm på gruppen Pulverstans debutalbum, i början på låten "Kjells kök/Högre upp."

## Försäljningar och publik
Även om Kjell Höglund upparbetade sig en viss publik under 1970-talet och framåt, och mottog till största del positiva recensioner för sina låtar och skivor, så tog det många år innan han fick något som kan kallas för ett bredare genombrott. Vid sidan om musiken hade han därför diverse ströjobb fram till slutet av 1980-talet. Höglunds skiva Tidens tecken (1984) såldes i cirka 8000 exemplar, enligt en artikel i Svenska Dagbladet, vilket blev sagt att vara "ovanligt bra" för honom; hans nästa skiva Hemlig kärlek (1986) ska ha sålts i ca. "ett par tusen" exemplar inom sitt första halvår. I jämförelse ska Ulf Lundells skiva Den vassa eggen (1985) kring samma tid ha sålts i mer än 100 000 exemplar.
Höglunds låttexter har sedan debuten på 1970-talet ofta beskrivits som mycket säregna; en krönikör i Borås Tidning beskrev honom år 2006 som "lättillgänglig men djup, komisk men tragisk. Man ler gärna åt hans underfundigheter, men bakom poesin och humorn finns det eftertanke av ett slag som är ovanlig bland svenska artister."
I och med låten "En stor stark", som blev en hit år 1989, kunde Höglund i större utsträckning leva på sin musik, tillsammans med att han mottog olika stipendier.
2014 utgav gruppen Progg Profeterna skivan Kjellforskning - 12 Outgivna Kjell Höglund-Låtar, där gruppen tonsatte äldre låttexter av Höglund. 2018 släpptes en skiva med tolkningar av Höglund-låtar av artisten Ellen Sundberg.
Efter att Höglund, på Visfestivalen Kompledigt, fått höra den unga artisten Ellinor Brolin gav han henne en pärm full av sina outgivna texter. Med Johan Johansson som producent utkom 2022 hennes album Det tredje Årtusendet. Ungefär häften av sångerna är texter från pärmen Ellinor fick av Kjell, medan övriga låtar är nytolkningar. De outgivna låtarna har tonsatts av Kajsa Grytt, Staffan Hellstrand, Peter LeMarc och Johan Johansson. Albumet vann i kategorin Årets Visa 2023 på Manifestgalan och Årets Album 2023 på Dalecarlia Music Awards.

## Övriga projekt
Februari 1977 sände Sveriges Radio en radiopjäs skriven av Höglund under namnet En snäll människa, regisserad av Arne Forsberg. Stellan Skarsgård och Carl-Olof Alm spelade huvudrollerna i pjäsen.
Under 1980-talet höll Höglund en rad föredrag om filosofiska teman på olika platser i Sverige, bland annat ett föredrag "om människans världsbild genom tiderna" samt om den danske filosofen Martinus Thomsen.
Medan Höglund skrev enbart ett fåtal nya sånger efter 1980-talet, så fortsatte han att ägna sig åt diverse andra projekt under 1990- och tidiga 2000-talet. 1991 släppte Hägglunds förlag hans bok Magnum Opus: Ett ockult manifest, en bok som av förlaget omtalades som "ett sagolikt kalejdoskop av allt mellan himmel och jord." Höglund hade ursprungligen skrivit Magnum Opus sommaren 1986. Höglunds tre följande böcker, Det sicilianska sigillet (Mytologiska betraktelser) (1997), romanen Genomträngningen (1999) och Den förbjudna boken - en ny teori om Nostradamus profetior (2000) publicerades av honom själv på Internet. Åren 2000-2007 skrev Höglund med jämna mellanrum meddelanden och skönlitterära berättelser på sin officiella hemsida.
Höglund har även gjort en cameoroll som präst i filmerna P.S. sista sommaren (1988) och Sanna ögonblick (1998).

## Utmärkelser
- 1984 – Hedersledamot i Svenska kyrktuppsfrämjandet för "bästa fredsbudskapet" i låten "Desertören" (1979)[52]
- 1992 – STIM-stipendium
- 1999 – Ejnar Westling-stipendiet
- 2002 – Konstnärsnämndens tioåriga arbetsstipendium för tonsättare
- 2002 – Fred Åkerström-stipendiet
- 2016 – Legitimerad legend
- 2020 – Cornelis Vreeswijk-stipendiet[53]
- 2022 – Hederskrumelur[54]

## Diskografi

### Studioalbum
- 1971 – Undran
- 1972 – Blomstertid
- 1973 – Häxprocess
- 1974 – Baskervilles hund
- 1975 – Hjärtat sitter till vänster
- 1979 – Doktor Jekylls testamente
- 1980 – Vägen mot Shangri-La
- 1984 – Tidens tecken
- 1986 – Hemlig kärlek
- 1989 – Ormens år
- 1992 – Höglund Forever
- 1995 – Inkognito
- 2001 – Kryptonit
- 2006 – Pandoras ask

### Singlar
- 1984 – Getsemane (maxisingel, "Genesarets sjö" är baksida, båda låtarna är även med på Tidens tecken (1984)) (Vinyl)
- 1986 – Maskinerna är våra vänner ("Djävulens alternativ" är B-sida, trots att den finns med på Hemlig kärlek (1986)) (Vinyl)
- 1989 – En stor stark ("Te och sympati" är baksida; singeln finns även i en promo-version med en remix av "En stor stark") (Vinyl)
- 1990 – Jag hör hur dom ligger med varandra i våningen ovanför (innehåller nyinspelningen av titelspåret samt "Man vänjer sig") (Vinyl)
- 1992 – En vanlig dag (innehåller även "En stor stark" och nyinspelningen av "Jag hör hur dom ligger med varandra...") (CD)
- 1995 – Maggi har en Macintosh (innehåller också låten "Om", båda finns även på Inkognito (1995)) (CD)
- 1995 – Drömmen om Atlantis (innehåller 3 olika versioner av "Drömmen om Atlantis" samt en remix av "Ungdomens källa" från Inkognito (1995)) (CD)
- 2001 – Schlager (CD)
- 2017 – Dumhetens domstol (Digital nedladdning)

### Samlingsalbum
- 1988 – Glöd (samlingsskiva)
- 1994 – Lokomotiv (samlingsskiva)

### Övrigt
- 1970 – Anita & Bosse Andersson Sjunger Till Orkester (album av Bosse Andersson, Höglund har komponerat musiken på spår 4)
- 1977 – Den andra depressionen (musikalbum av Lasse Englund, Höglund har skrivit text till låtarna 4, 6, 10 samt 11)
- 1988 – Tidens hjul (musikalbum av Susanne Alfvengren, Höglund har skrivit låten "När mörkret faller", en låt som han ej själv spelade in. Alfvengren gör dessutom covers på 3 Höglund-låtar på samma skiva, medräknat titelspåret)
- 1999 – Bland skurkar, helgon och vanligt folk (Livealbum där Höglund medverkar med Lars Winnerbäck, Johan Johansson, m.fl.)
- 2005 – Live i Eskilstuna 2005 (Live-CD bifogad i boken Det snöar i Edens lustgård)
- 2009 – Retur Waxholm (Höglund framför en cover på låten "Men bara om min älskade väntar")
- 2011 – Världens bästa Johansson (hyllningsskiva till Johan Johansson, framförande av 1 sång)
- 2013 – Melodisk Rock (Live) (innehåller en livespelning med Höglund från 1976, 7 låtar. Dessutom en livespelning med Blå tåget)
- 2020 – Måla mig i dina färger (debutalbum av gruppen Pulverstan, Höglund läser upp dikt skriven av sångaren William Holm på låten "Kjells kök/Högre upp")

## Filmografi
- 1988 – P.S. sista sommaren (dramafilm, Höglund spelar präst)[50]
- 1989 – Man vänjer sig (musikvideo)[55]
- 1998 – Sanna ögonblick (dramafilm, Höglund spelar återigen en präst)[51]
- 2001 –  Jag klev av tåget på den här planeten och här är jag – dokumentär om Kjell Höglund i regi av Eva Aspling och Annika Kämpe
- 2023 – När tåget lämnar perrongen –  en dokumentär om Kjell Höglunds konstnärskap i regi av Eva Aspling och Annika Kämpe

### Webbkällor
- Bengt Haslum: Kjell Höglund på Svensk Musik
- Kjell Höglund på Discogs
- Kjell Höglund på Svensk mediedatabas
- Kjell Höglund på Svensk Filmdatabas
- Kjell Höglund på progg.se (arkiverad på Internet Archive 2012)